# تشبع (كيمياء)
في علم الكيمياء التشبع له ثلاث معان تتعلق كلها ببلوغ الحد الأقصى:
1. في الكيمياء الفيزيائية: التشبع هو النقطة التي لا يصبح محلول أي مادة قادرا على إذابة المزيد منها.[1] وتسمى هذه النقطة بنقطة التشبع وتعتمد قيمتها على درجة حرارة وعلى الطبيعة الكيميائية للمادة. تستخدم خاصية التشبع في عملية إعادة البلوة لتنقية الكيماويات. ففي هذه العملية يتم اشباع محلول ساخن بإذابة بلورات المادة المراد تنقيتها فيه، وعندها فإن المحلول يحتوي على البلورات المذابة والشوائب التي كانت في هذه البلورات. وعندما يبرد المحلول تقل الذائبية وتترسب البلورات من جديد، أما الشوائب فتبقى في المحلول لأن تركيزها منخفض ولا يصل إلى نقطة التشبع. وعند حدوث تغير في الظروف (مثل التبريد) فإن هذا يعني أن التركيز الفعلي أكثر من نقطة التشبع، ويصبح المحلول فائق التشبع.
2. في الكيمياء الفيزيائية أيضا: يستخدم التشبع عند مناقشة السطوح الفاعلة كيميائيا أو فيزيائيا. ومن الأمثلة على هذه الحالة محفزات التفاعلات الكيميائية. تكون هذه المواد عادة على شكل حبيبات صغيرة تقوم بامتزاز المواد الكيميائية ليحدث التفاعل على سطحها. ومع مرور الوقت، يحدث إشباع لسطوح هذه الحبيبات وتفقد فاعليتها، مما يُلزم تغييرها أو إعادة تنظيفها.
3. في الكيمياء العضوية: يرجع التشبع إلى أن المركب العضوي به أقصى حد ممكن من ذرات الهيدروجين؛ أي أنه لا توجد روابط ثنائية أو روابط ثلاثية. ومن الهيدروكربونات البسيطة، فإن الألكانات مشبعة، بينما الألكينات غير مشبعة. وحديثا عند مناقشة البناء الإلكتروني، فإن المركبات غير المشبعة تتميز بوجود رابطة باي فيها. ويستخدم المصلح في الأحماض الدهنية المكونة لليبيدات، حيث يتم وصف الحمض الدهني على أنه مشبع أو غير مشبع، اعتمادا على وجود رابطة كربون-كربون ثنائية. عديد من الخضروات تحتوي على أحماض دهنية لها «عدم تشبع وحيد» أو «عديد من الروابط غير المشبعة» وهذا يرجع لوجود الرباطة المزدوجة فيهم.
4. في الكيمياء الحيوية: يرجع المصطلح تشبع، إلى مواقع الارتباط في البروتين التي يتم شغلها في أي وقت.